# Discodes bicolor
Discodes bicolor är en stekelart som beskrevs av Sharkov 1995. Discodes bicolor ingår i släktet Discodes och familjen sköldlussteklar. Inga underarter finns listade i Catalogue of Life.